# Liegender weiblicher Akt (Lovis Corinth)
Der Liegende weibliche Akt (BC 660) ist ein Gemälde des deutschen Malers Lovis Corinth (1858–1925) aus dem Jahr 1915. Es zeigt eine unbekleidete liegende Frau in Frontalansicht. Das Bild befand sich bis zu seiner Beschlagnahme durch das NS-Regime im Besitz des in Berlin lebenden jüdischen Sammlers Oskar Skaller. 
Das Bild wurde im Juli 1942, während des Zweiten Weltkrieges, an den Berliner Juristen Conrad Doebbecke verkauft und war bis zu dessen Tod 1954 Teil seiner Sammlung. 2023 wurde es an die Erben Skallers restituiert und danach bei einer Kunstauktion in München an eine private Sammlung verkauft. Skaller und seine Frau Lea emigrierten 1939 nach Südafrika.

## Bildbeschreibung

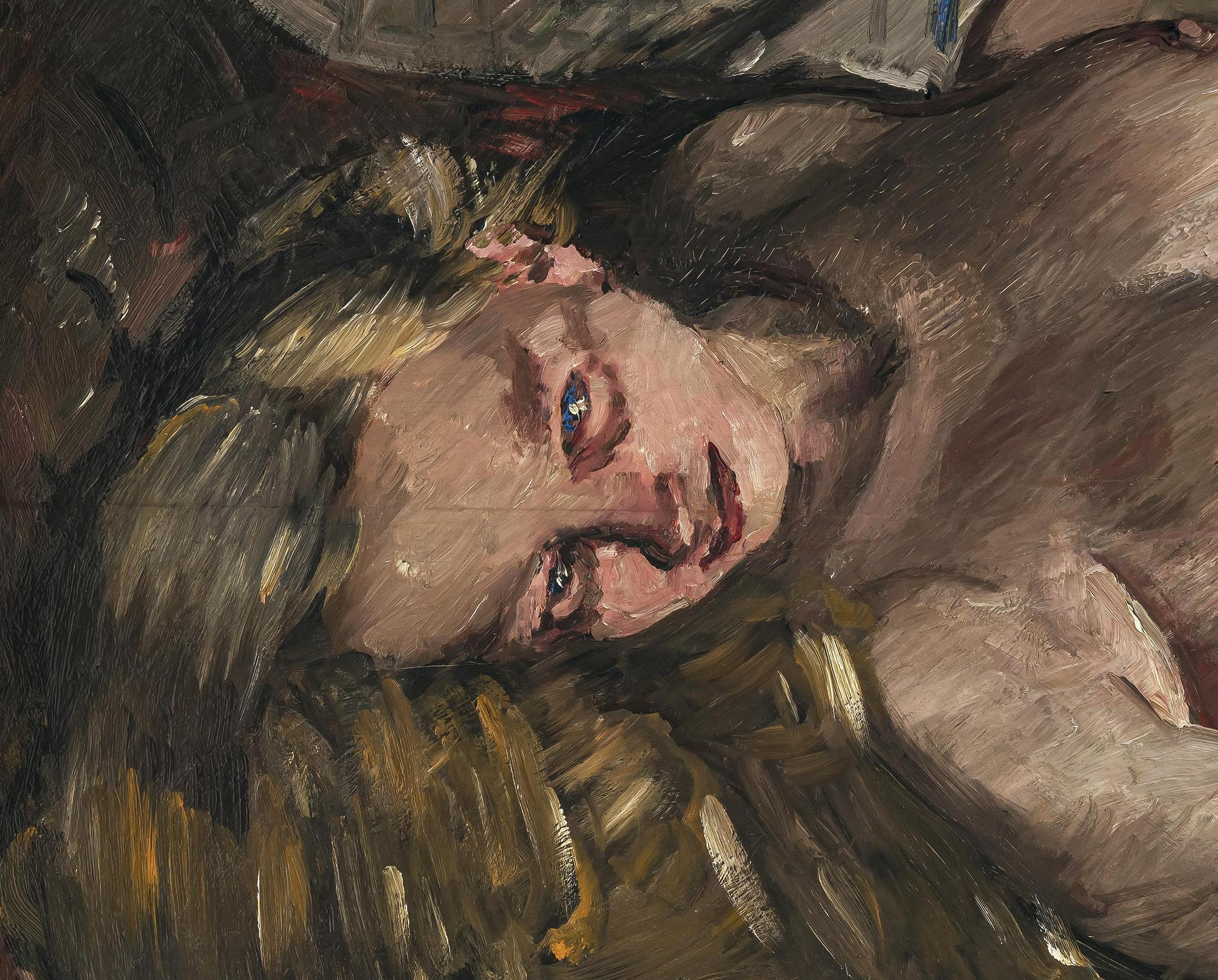
Liegender Akt, Detaildarstellung des Kopfes

Das großformatige Bild im Querformat zeigt eine auf einem Sofa liegende junge Frau in Frontalansicht. Der Kopf der Frau liegt dabei auf der vom Betrachter aus gesehen linken Seite auf der angedeuteten Sofalehne und ihr Körper ist quer durch das Bild bis zu den Oberschenkeln knapp unter der Hüfte gemalt. Die Porträtierte trägt ihr langes blondes Haar offen und um den Kopf ausgebreitet und sie schaut den Betrachter (und Maler) mit ihren blauen Augen direkt an. Ihre Brüste befinden sich durch die Lage im Bildzentrum, wobei die rechte Brust frontal und die linke leicht seitlich dargestellt ist. Der rechte Arm ist vor dem Körper auf dem Sofa abgelegt, der hintere weist in den Hintergrund. Während die Porträtierte im Bereich der Schulter und des oberen Brustbereichs auf dem Rücken liegt, nimmt ihre untere Körperhälfte und damit die Hüfte eine Seitenlage mit geschlossenen Beinen ein. Im Schambereich sind durch überlagernde Schatteneffekte und die Haltung der Beine keine Details erkennbar.
Den Hintergrund bilden das dunkel gemalte und nur konturhaft dargestellte Sofa sowie eine angedeutete Tapete dahinter. Das Bild ist in Ölfarben auf Holz mit deutlichen Pinselstrichen ausgeführt. Es ist oberhalb der Hüfte mit Lovis Corinth signiert, wobei sich die Signatur kaum vom an dieser Stelle fast schwarzen Hintergrund abhebt.

## Hintergrund und Deutung

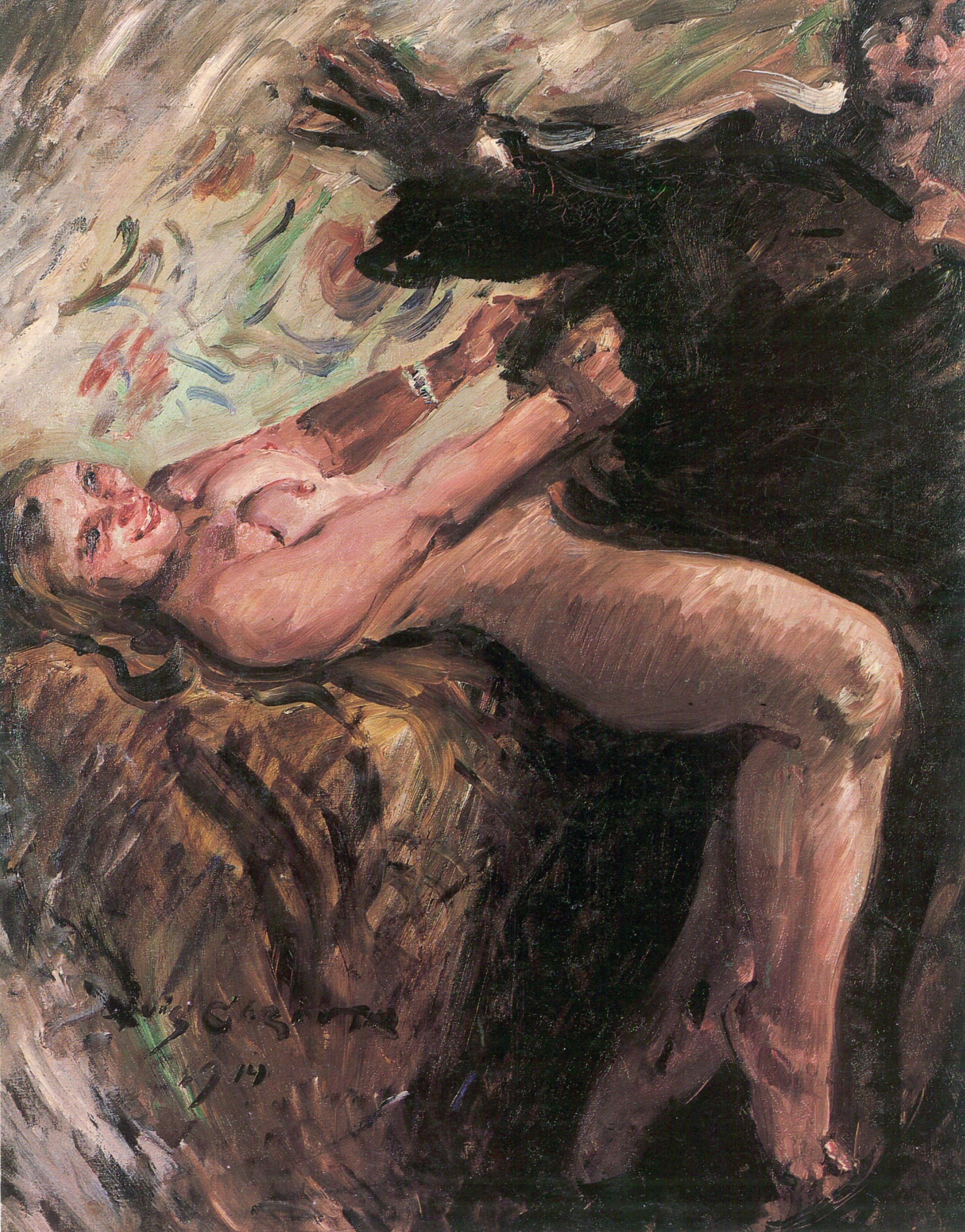
Joseph und Potiphars Weib, 2. Fassung 1914

Das Bild entstand im Jahr 1915, kurz nachdem Corinth zu seiner Genesung von einem ersten Schlaganfall Urlaub in Italien gemacht hatte. Er hatte vorher mehrere Fassungen von Joseph und Potiphars Weib gezeichnet und gemalt, darunter drei Versionen 1914 (BC 605, 606, 607) und danach eine weitere ebenfalls im Jahr 1915 (BC 657), sodass dieses Thema bei ihm präsent und zu dem Zeitpunkt auch das zentrale Aktthema des Künstlers war; mindestens für die zweite Fassung malte er offensichtlich das gleiche Modell wie beim Liegenden weiblichen Akt. In ihrer Bildbeschreibung zur Versteigerung des Liegenden weiblichen Akts setzte Barbara Vinken von der Ludwig-Maximilians-Universität München diese beiden entsprechend zueinander in Beziehung und beschrieb die Aktdarstellung mit den Worten:

„Da liegt sie, ganz lockendes Fleisch. Fordernd bietet sie sich in ihrer üppigen Nacktheit an. Unmissverständlich. Kein Anflug von schamhaftem Verstecken, kein sich vom männlichen Auge überrascht aufgeschreckt zeigen. Diese Frau ist keine keusche Diana an der Quelle, keine keusche Susanne im Bade. Nackt zeigt ihr Fleisch ihr Begehren. Sie will auch nicht naiv witzig spielen, tändeln, andeuten, sich entziehen.“

Nach ihren Worten ist „der von Corinth gemalte Akt […] eindeutig: Hier spricht einzig das Fleisch, brünstig bedrohlich. In den blutunterlaufenen, wie maskiert wirkenden Augen der Frau leuchtet, irrlichtert ein Vorschein der erwarteten Liebesekstase“ und sie führt weiter aus, dass „das Objekt des Begehrens […] von diesem nackten Fleisch zum Liebesakt verführt, nein eigentlich überwältigt werden soll.“ Im Folgenden stellt sie zudem dar, dass es sich bei der Dargestellten weder um eine „glatte, reizend verniedlichende ‚Marzipanvenus‘, wie Zola die berühmte, klassizistischste Geburt der Venus (1863) von Alexandre Cabanel beschimpfte“, noch um eine Darstellung „der kühlen Ebenmäßigkeit nackter Marmorstatuen“ handelt. Echtheit und Materialität werden unterstrichen durch die gut sichtbaren Pinselstriche und machen das Fleisch zum ersten Blickpunkt, bei dem ein „runder, voller Busen und der runde Bauch im Fokus“ stehen, während der „Schoß […] im Schatten üppiger Schenkel“ unsichtbar bleibt.

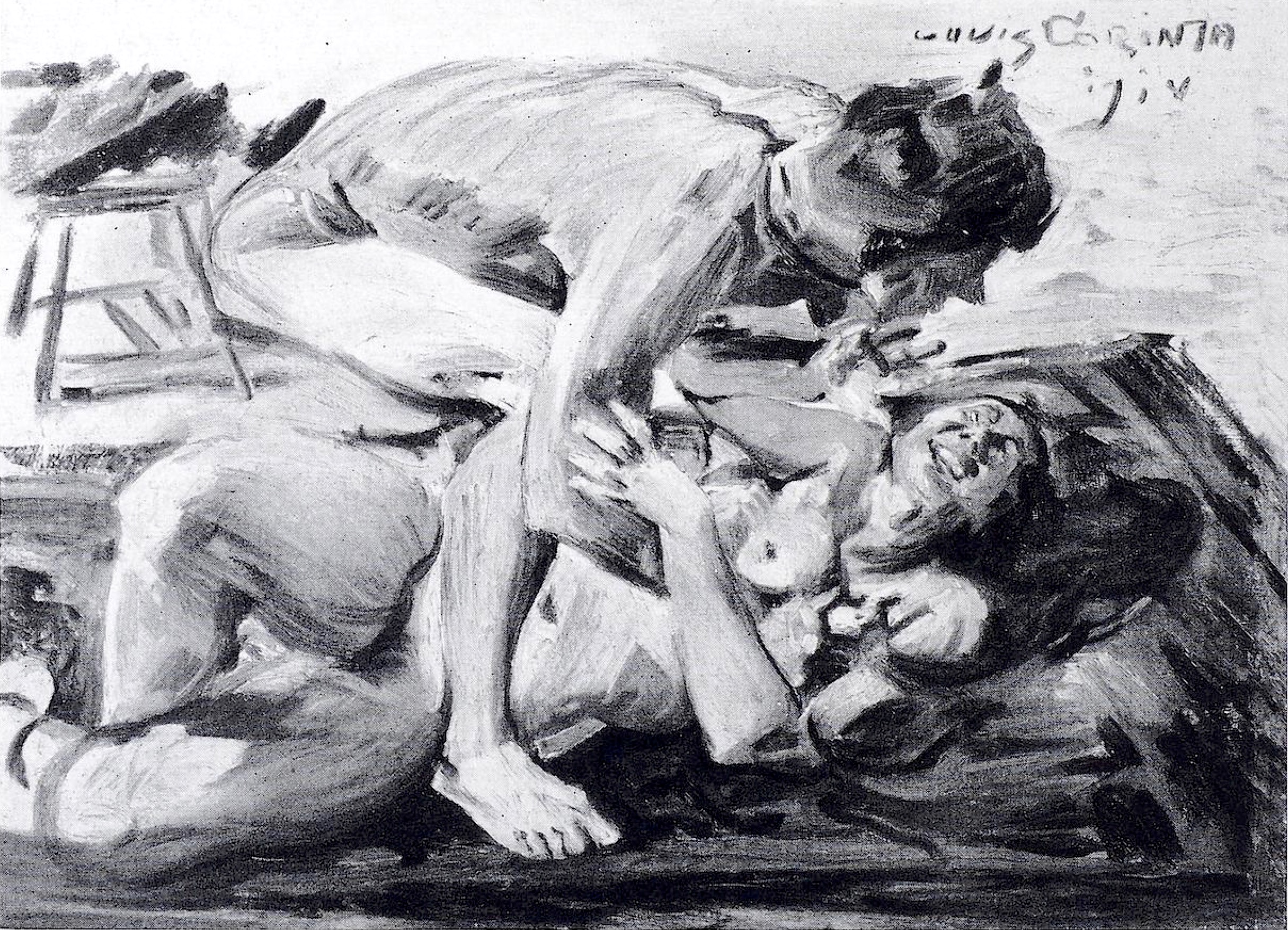
Liebeskampf, 1914
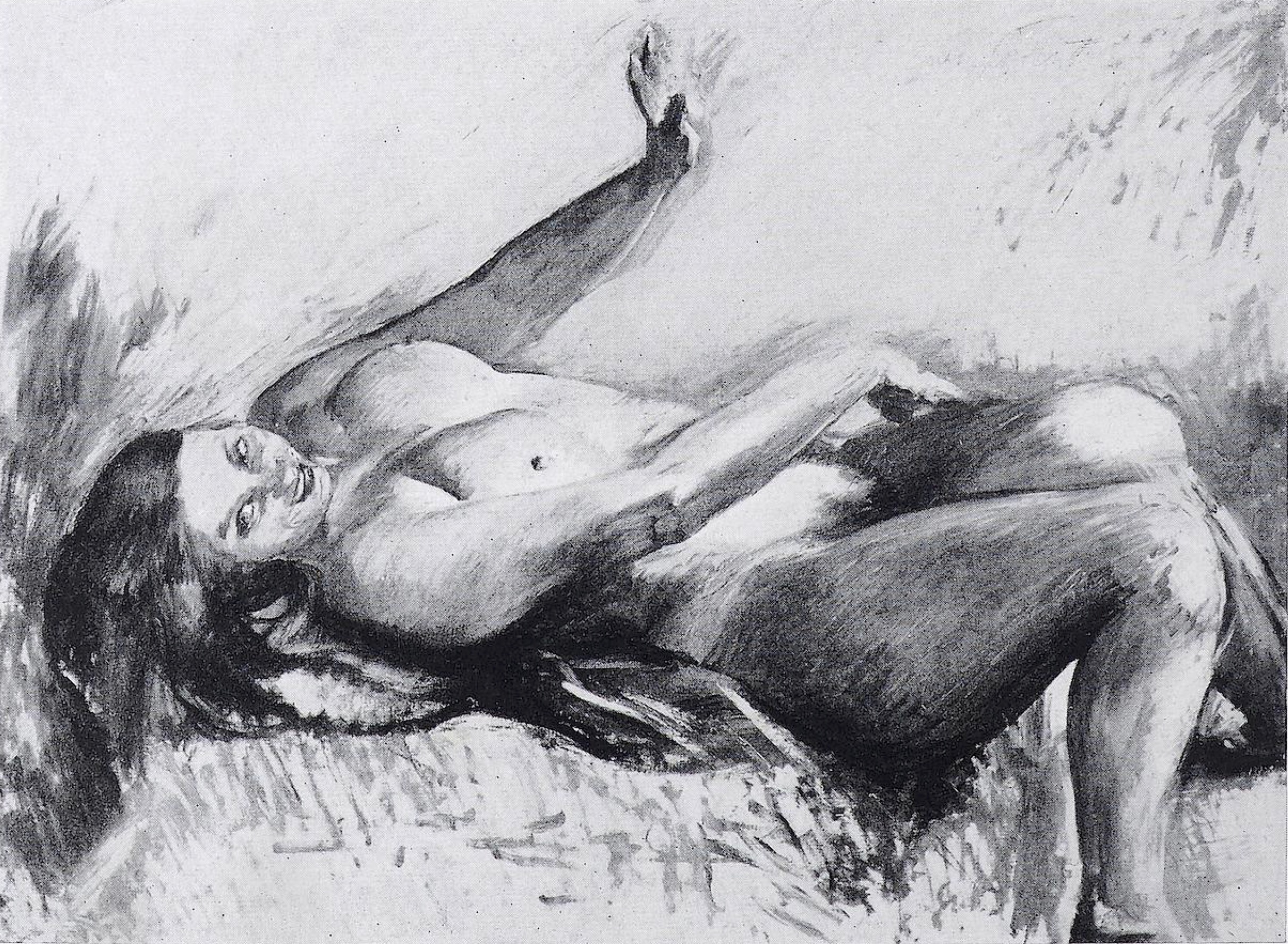
Potiphars Weib, 1914
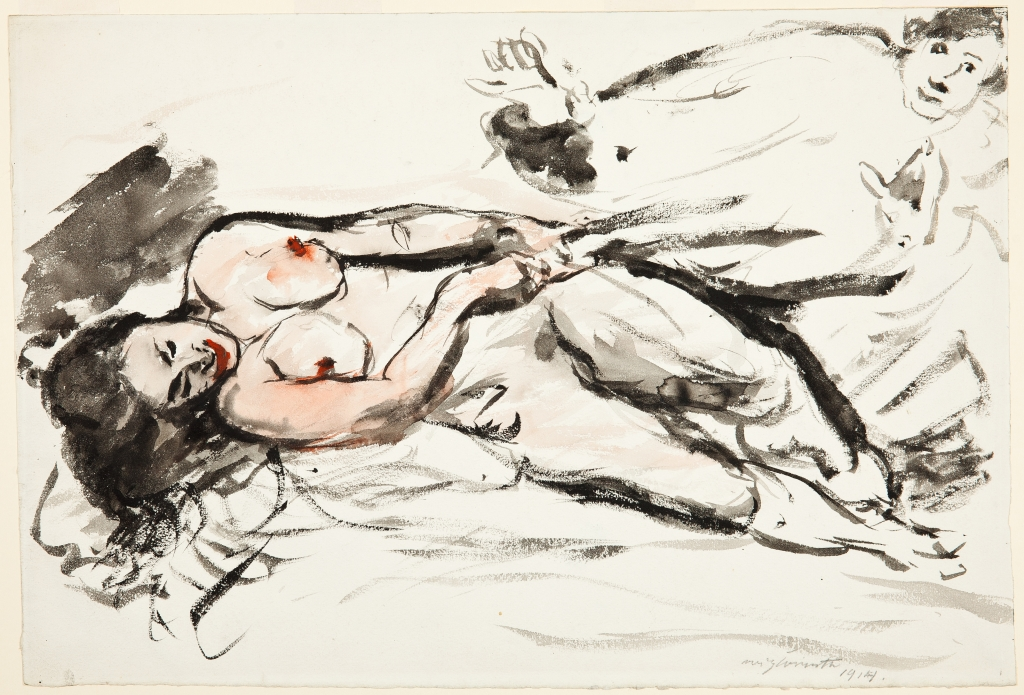
Joseph und Potiphars Weib, Studie zum Gemälde 1914
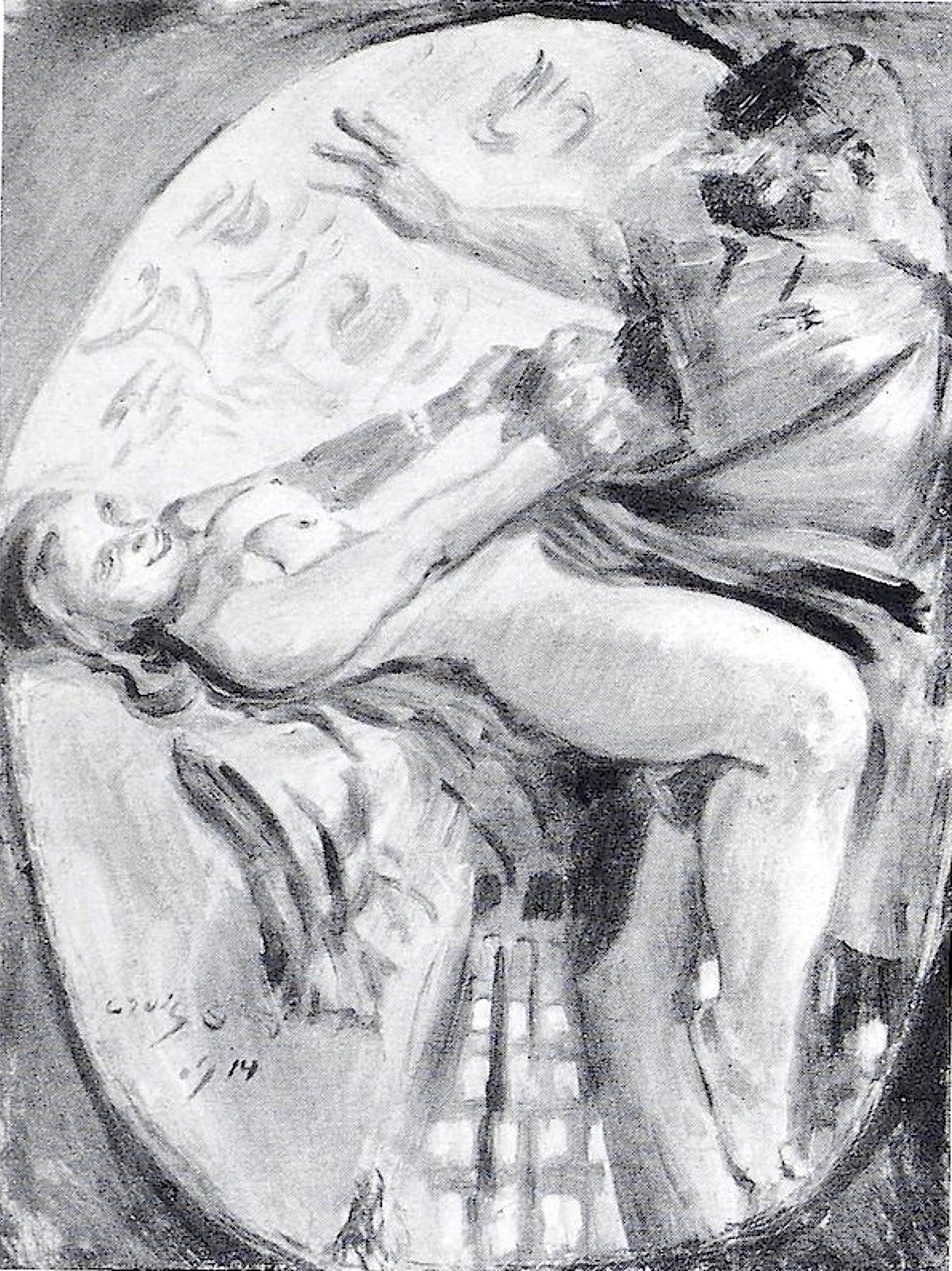
Joseph und Potiphars Weib, 1. Fassung, 1914
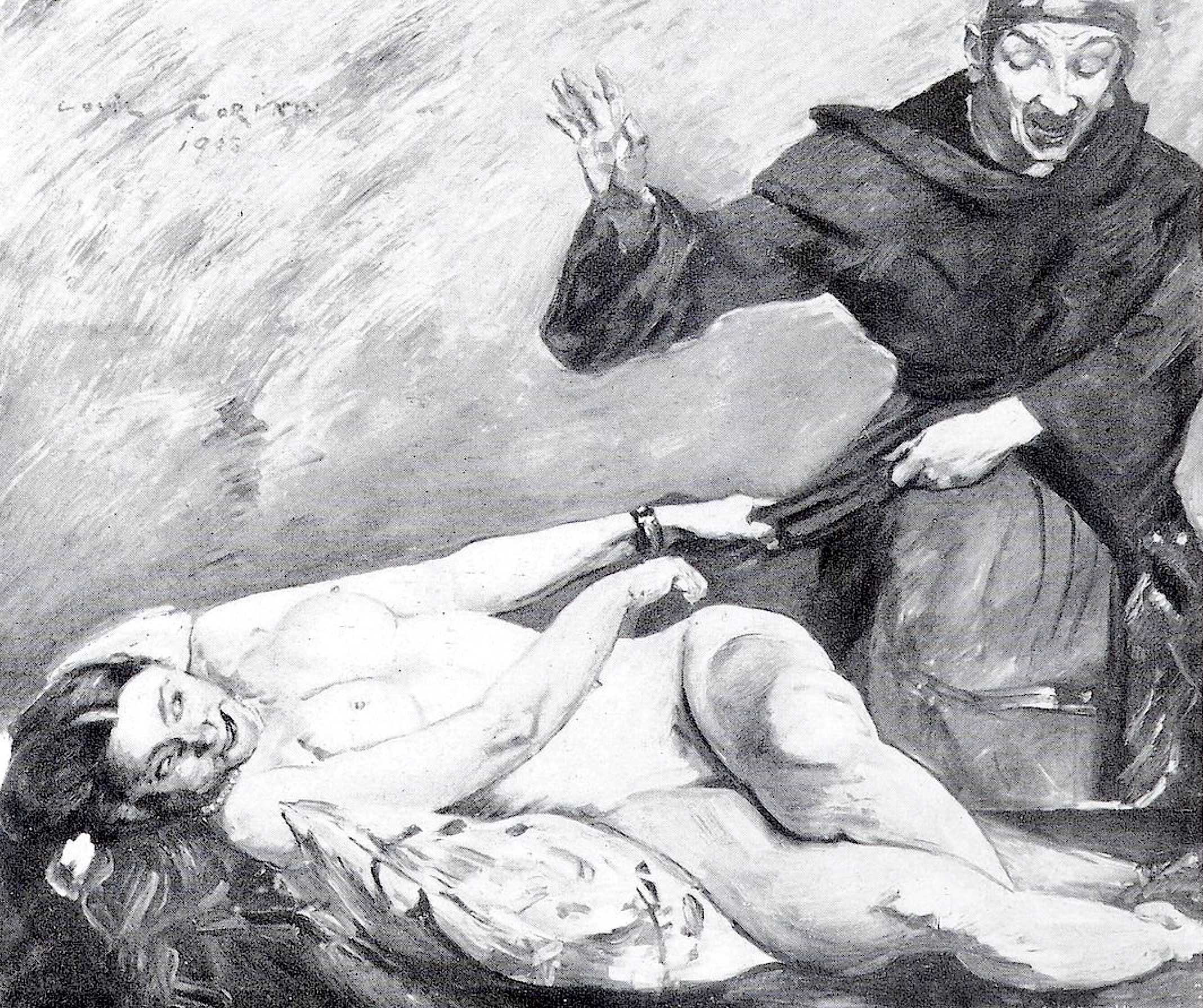
Joseph und Potiphars Weib, 3. Fassung, 1915

Die alttestamentliche Geschichte von Joseph und Potifars Frau (Gen. 39, 1-20) stellt sie in einen Kontrast zu dem Bild. Während Corinth hier, „entlastet von aller Narrativik, allein das Fleisch gelten und für sich sprechen“ lässt, gilt dort das „Narrativ des Geschlechterkampfes“, bei dem „Joseph angstvoll zurück[weicht]“: In der Geschichte und auch in den Darstellungen von Corinth versucht die Frau des Potifar den jungen Sklaven Joseph zu verführen. Dieser verweigert sich ihr allerdings, auch als sie ihn weiter bedrängt und ihn zu sich ins Bett ziehen will. Er entzieht sich ihr weiter, muss allerdings sein Gewand zurücklassen und wird daraufhin mit diesem als Beweis bei ihrem Mann denunziert.

## Provenienz und Ausstellungen
Das Gemälde befand sich laut Werkverzeichnis zuerst in der von Wolfgang Gurlitt geleiteten Galerie Fritz Gurlitt in Berlin und ging spätestens 1923 in den Besitz des Apothekers und Kunstsammlers Oskar Skaller über, wo es sich bis zu dessen Ausbürgerung und der Beschlagnahme seines Besitzes durch die Geheime Staatspolizei (Gestapo) im April 1941 befand. Skaller hatte das Bild 1923 für eine Corinth-Ausstellung in der Berliner Nationalgalerie zur Verfügung gestellt; im selben Jahr wurde es in der Zeitschrift Kunst und Künstler vorgestellt. 1927 war die Sammlung Skaller nochmals Thema eines Artikels in der Zeitschrift Kunsthandel und Kunstbesitz, allerdings ohne konkrete Erwähnung des Bildes. In der Folge wurde das Bild von Skaller mehrfach bei Kunstauktionen angeboten, jedoch nicht verkauft. So tauchte es im Dezember 1927 bei Cassirer/Helbing in Berlin, am 13. November 1930 bei Paul Graupe, ebenfalls Berlin, und am 2. Februar 1932 beim Internationalen Kunst- und Auktionshaus in Berlin auf.
Am 16. Juli 1942 kaufte der Berliner Jurist und Kunstsammler Conrad Doebbecke das Bild über den öffentlichen Versteigerer Bernhard Schlüter für 7200 Reichsmark und wurde Teil seiner Sammlung. Doebbecke hatte bereits im Januar 1942 schriftlich sein Interesse an dem Bild bekundet und es wurde ihm auf Anweisung des Finanzamtes Berlin-Moabit verkauft. Es blieb in seinem Besitz bis zu seinem Tod im September 1954 und kam danach an seine Erben, seine Frau Elsa und seinen Sohn Tomy. Bis 1960 war das Bild zusammen mit weiteren Teilen der Sammlung im Niedersächsischen Landesmuseum Hannover hinterlegt; von dort wurde es von Elsa Doebbeke am 12. Februar 1960 wieder abgeholt. Ob sie und ihr Sohn das Bild danach weiterverkauft haben, ist nicht bekannt – am 16. September 1977 wurde es bei einer Auktion der Adolf Weinmüller Neumeister KG in München angeboten und für 46.000 D-Mark verkauft.
2004 erfolgte eine Suchanfrage für das Bild in der Lost Art-Datenbank. Im Oktober 2023 kam es nach einer gütlichen Einigung zur Restitution durch die aktuellen Besitzer an die Erben von Oskar Skaller. Am 6./7. Dezember 2023 wurde das Bild beim Neumeister Münchener Kunstauktionshaus erneut versteigert und zum Preis von 377.000 Euro erworben. 2025 präsentierte es die Sammlung Würth im Zuge einer Ausstellung der Öffentlichkeit.

## Belege
1. ↑  Museum Würth 2: Ausstellungsvorschau "Focus". 2025, abgerufen am 12. Juni 2025.
2. ↑  Monika Tatzkow: Fact check: on the trail of Oskar Skaller's art collection
3. 1 2  Liegender weiblicher Akt. In: Charlotte Berend-Corinth: Lovis Corinth. Werkverzeichnis. Neu bearbeitet von Béatrice Hernad. Bruckmann Verlag, München 1958, 1992; BC 660, S. 153. ISBN 3-7654-2566-4.
4. ↑  Potiphars Weib. In: Charlotte Berend-Corinth: Lovis Corinth. Werkverzeichnis. Neu bearbeitet von Béatrice Hernad. Bruckmann Verlag, München 1958, 1992; BC 605, S. 153. ISBN 3-7654-2566-4.
5. ↑  Joseph und Potiphars Weib, 1. Fassung. In: Charlotte Berend-Corinth: Lovis Corinth. Werkverzeichnis. Neu bearbeitet von Béatrice Hernad. Bruckmann Verlag, München 1958, 1992; BC 606, S. 153. ISBN 3-7654-2566-4.
6. ↑  Joseph und Potiphars Weib, 2. Fassung. In: Charlotte Berend-Corinth: Lovis Corinth. Werkverzeichnis. Neu bearbeitet von Béatrice Hernad. Bruckmann Verlag, München 1958, 1992; BC 607, S. 153. ISBN 3-7654-2566-4.
7. ↑  Joseph und Potiphars Weib, 3. Fassung. In: Charlotte Berend-Corinth: Lovis Corinth. Werkverzeichnis. Neu bearbeitet von Béatrice Hernad. Bruckmann Verlag, München 1958, 1992; BC 657, S. 153. ISBN 3-7654-2566-4.
8. 1 2 3 4 5 6  Lovis Corinth – Liegender weiblicher Akt. 1915. Auf neumeister.com; abgerufen am 29. Februar 2024.
9. 1 2 3  Monika Tatzkow: Fakten-Check auf den Spuren der Kunstsammlung von Oskar Skaller. Auf neumeister.com; abgerufen am 29. Februar 2024.
10. ↑  Fritz Nemitz: Die Sammlung Oskar Skaller. In: Kunsthandel und Kunstbesitz, H 2/1927 S. 51 ff.
11. 1 2 3 4  Aktstudie, Liegendes Mädchen. ID 297657 in Lost Art-Datenbank, 2004; abgerufen am 29. Februar 2024.
12. ↑  Brita Sachs: NS-Raubkunst von Lovis Corinth. Nach Jahrzehnten zur Ruhe gekommen. In: Frankfurter Allgemeine Zeitung, 16. Dezember 2023; abgerufen am 29. Februar 2024.
13. ↑  Museum Würth 2: Ausstellungsvorschau "Focus". 2025, abgerufen am 12. Juni 2025.